# WK III - To af os
WK III - To af os er en dansk dokumentarfilm fra 2003 skrevet og instrueret af Klaus Kjeldsen.

## Handling
Alexander og Benjamin er tvillinger og har været sammen om alt i 14 år. De går på Det Kongelige Teaters Ballet- og læseskole i Holstebro og har for første gang valgt at blive skilt, idet Alexander, ved siden af den almindelige skole, er startet på Peter Schaufuss' balletskole, mens Benjamin har valgt at koncentrere sig om at spille cello. Filmen følger drengene i deres aktive hverdag, der udover dans, læseskole, musik og sang også rummer kajaktræning. Drengene fortæller også om at være tvilling, og det upraktiske i at have samme smag i forhold til piger. Bortset fra det, er det dog ikke noget Alexander og Benjamin tænker så meget over; "det er bare som at have en ekstra bror", siger de, - men i filmen fornemmer man alligevel et stærkt bånd mellem de to charmerende drenge.